# Lü Dongbin

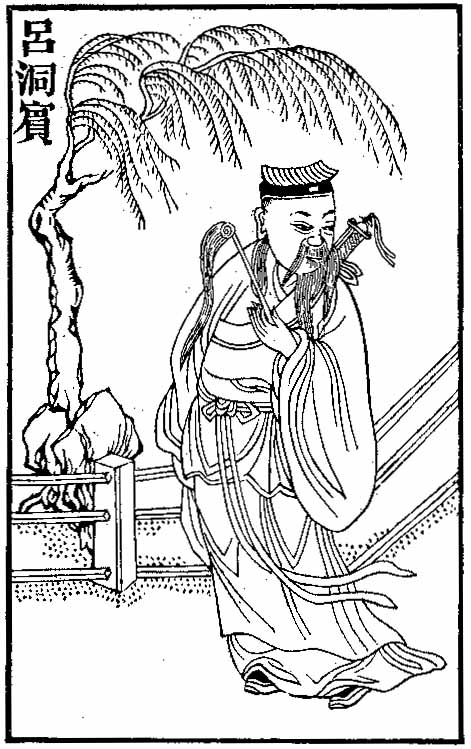
Lü Dongbin degli Otto Immortali.

Lü Dongbin  (呂洞賓T, Lǚ DòngbīnP, Lü Tung-PinW) è uno degli Otto Immortali, leader de facto del gruppo (secondo alcune fonti sarebbe Li Tieguai, mentre il leader formale è Zhongli Quan) ed è il patrono dei fabbricanti di inchiostro, dei malati e dei barbieri.

## Il sogno del miglio giallo
Lu Dongbin ancora in giovane età si dirigeva nella capitale per sostenere gli esami statali, a metà strada decise di fermarsi a mangiare in un’osteria e mentre aspetta che l’ostessa gli cuocia il miglio giallo, intavola un discorso con un monaco daoista, sotto le cui vesti si nasconde una divinità, che si propone di convertirlo. Lu è ben fermo nel suo proposito di far carriera, motivo per cui, in virtù dei suoi poteri magici, l’altro lo fa addormentare facendogli vivere in sogno tutta la vita che avrebbe vissuto se si fosse recato nella capitale. Una vita di successi ma anche di disgrazie che lo portano a desiderare di tornare a casa, entra in trattative con i ribelli e si fa corrompere da essi. Al suo ritorno, scopre che la moglie lo ha tradito e mentre si sta per vendicare, viene arrestato sotto l’accusa di alto tradimento. Viene bandito in una terra lontana e durante il suo cammino verso l’esilio con i suoi due bambini, viene lasciato libero da due guardie impietosite. Mentre cerca ricovero in una capanna, viene assalito da un brigante che uccide sia lui che i suoi bambini. Al suo risveglio il miglio è pronto, nello spazio di pochi minuti ha potuto comprendere la vanità dei suoi sogni di gloria e ricchezza e si decide a seguire sui monti il monaco daoista.]. Questo sogno è conosciuto come il "Sogno del miglio giallo" (黃粱夢 Huáng Liáng Mèng) ed è descritto in un'opera teatrale di Ma Zhiyuan (馬致遠 Mǎ Zhìyuǎn) nella dinastia Yuan.